# Accident ferroviaire d'Appilly
L'accident ferroviaire d'Appilly a eu lieu le 9 septembre 1894, sur la ligne de Paris à la frontière belge de la Compagnie des chemins de fer du Nord, lorsqu'en début d'après-midi, un rapide reliant Paris à Bruxelles et Cologne prit en écharpe une locomotive de manœuvre coupant les voies principales en gare de cette commune du département de l'Oise. L'évènement ne figure pas dans les annales des catastrophes les plus meurtrières, mais souleva à l'époque beaucoup d'émoi dans la population et au sein des autorités publiques, non seulement parce qu'il avait fait cinq morts, mais surtout parce qu'il révélait que les difficiles conditions de travail de certains cheminots compromettaient la sécurité.

## Circonstances

### Un train international
Le dimanche 9 septembre 1894, le train rapide n° 115 de première et deuxième classe pour Bruxelles, Liège et Cologne était parti de la gare du Nord à 12h 40 avec soixante quinze passagers. Remorqué par la machine de vitesse n° 2 875, de la série 2 861 à 2 941, de type 220, dit Outrance, conduite par le mécanicien Desbord et le chauffeur Cordonnier, il était formé de quatre fourgons et dix voitures. Après un premier arrêt à Saint-Quentin, le convoi devait être scindé en deux tranches à Aulnoye, l'une vers Bruxelles, l'autre vers Liège et Cologne.

### Une manœuvre à risques
Tous les jours entre 14 heures et 15 heures, les gares situées entre Noyon et Chauny étaient desservies par une petite locomotive-tender du dépôt de Tergnier (dite « coucou ») qui y assurait le déplacement des wagons de marchandises, évitant ainsi leur manœuvre à bras d'homme ou par cheval, d'où son autre appellation imagée de « cabestan ».
Ce jour-là, à Appilly, le travail à effectuer était plus complexe, puisque sept wagons devaient être déplacés, dont certains à transférer du côté est au côté ouest de la gare, vers la voie de garage de la petite vitesse après traversée des voies principales, et compte tenu de la durée de l'opération, estimée à environ vingt-cinq minutes, le chef de gare, M. Boubay, avait demandé au dépôt de Tergnier d'avancer la venue de la machine. Celle-ci, la n° 3 919, de la série 3 901 à 3 924 avait cependant dû attendre le passage à 13 heures 58 du train de voyageurs venant de Maubeuge pour entamer ses manœuvres.
C'est à 14 heures 15, au moment où elle venait de démarrer pour traverser les voies principales avec trois wagons, dont un chargé de barriques de vin, et un autre de porcs qu'à cent mètres de là survint le train 115, sortant d'une courbe à la vitesse d'environ 90 km/h .

### L'accident
Sur la machine-tender, le mécanicien Dahmet, voyant arriver le convoi, amorça un changement de marche, puis sauta à terre pour échapper à la collision, suivi peu après par l'homme d'équipe Médard faisant fonction de chauffeur, alors que M. Boubay, le chef de gare d'Appilly, qui accompagnait la manœuvre juché sur un marchepied, restait sur l'engin en agitant désespérément son drapeau.
Sur le rapide, le mécanicien Desbord avait immédiatement renversé la vapeur et sifflé aux freins pour demander au chauffeur Cordonnier d'actionner le frein à air.
Malgré ces manœuvres d'urgence, et même si, selon les témoins, il s'en fallut seulement d'un ou deux mètres, l'impact ne put être évité : à environ 85 km/h, la locomotive du rapide heurta au passage l'extrémité du « coucou », le propulsant, ainsi que ses wagons, dix mètres en arrière. Dans le choc, elle dérailla, puis se coucha sur le côté droit, formant avec son tender un obstacle sur lequel vinrent s'entasser le fourgon de tête et les quatre premières voitures, alors que celles de derrière, bien que déraillées, demeuraient alignées sur le ballast.

### Secours et bilan
L'équipe de conduite du rapide avait été ensevelie sous le charbon du tender et les bagages du fourgon, mais le mécanicien Desbord, bien que sérieusement blessé, trouva la force de prendre des mesures de sécurité en ouvrant les soupapes de la chaudière et en allant couvrir son train à la place du conducteur chef Martel, coincé dans les débris de son fourgon.
Le chef de gare Boubay, avait été tué sur le coup. Or, il était l'unique agent de la station, et seul en mesure de faire fonctionner son télégraphe. Aussi, il fallut trois quarts d'heure pour parvenir à trouver parmi les voyageurs une personne capable d'envoyer une dépêche aux gares voisines afin de signaler l'accident. Jusqu'à l'arrivée du premier train de secours trois heures plus tard, ce furent donc les passagers des dernières voitures, demeurés indemnes, et les riverains de la ligne qui s'efforcèrent de dégager les victimes et de leur donner les premiers soins avec du matériel, notamment des pansements, de fortune, la boite de secours de la gare s'avérant inutilisable.
Un certain nombre de blessés furent transportés chez les habitants

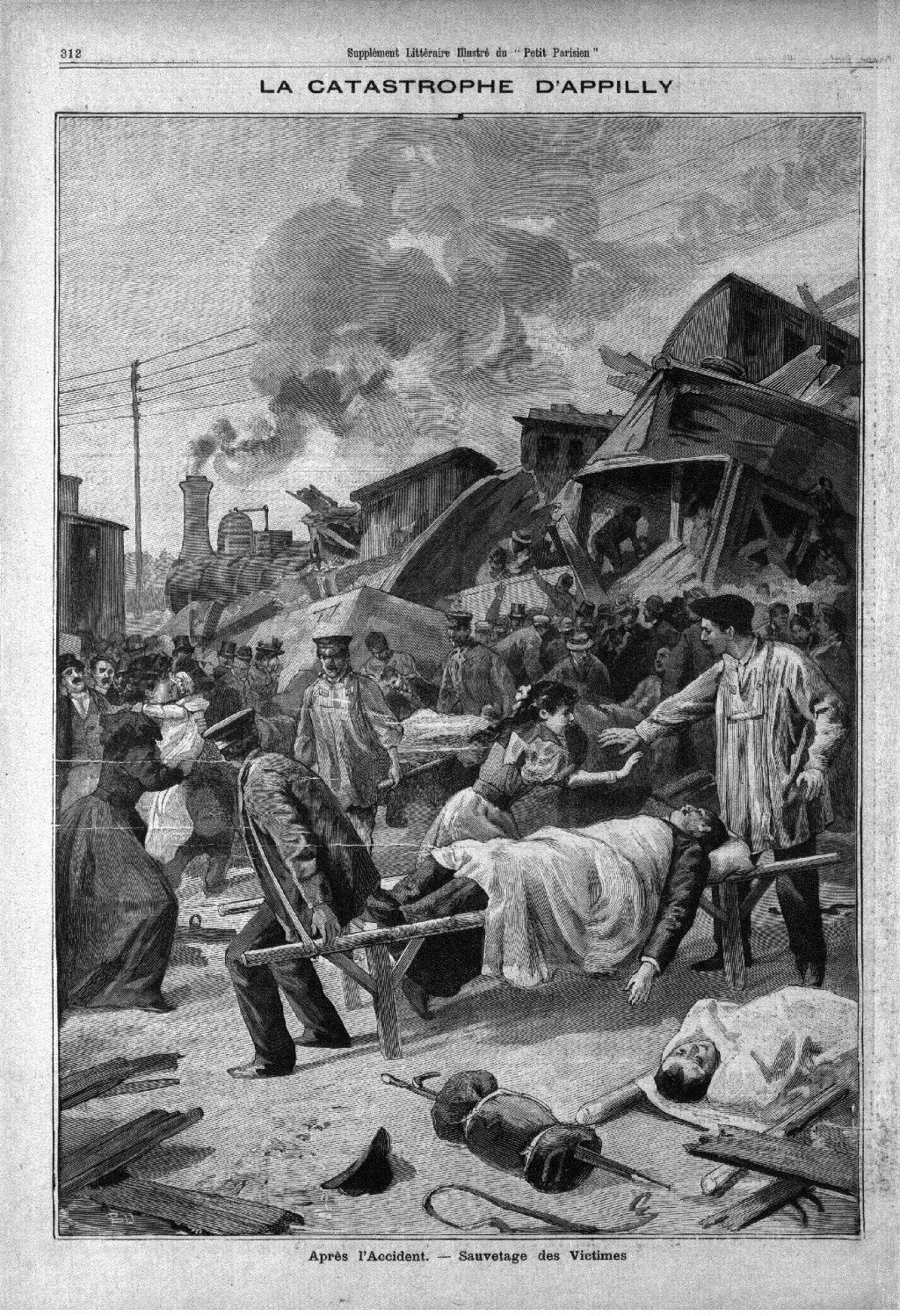
La catastrophe d'Appilly vue par le Supplément littéraire illustré du Petit Parisien (1894, p. 312)

La presse rapporta que durant cette période de confusion, des « misérables » s'étaient mêlés aux sauveteurs pour piller les bagages des voyageurs et les marchandises des wagons. Confirmant les faits, le maire d'Appilly protesta cependant au nom de ses administrés en niant toute participation de la population communale à ces actes de banditisme.
Après l'arrivée des trains de secours, les opérations de dégagement des victimes prisonnières des carcasses entassées en équilibre instable furent entreprises avec beaucoup de précautions, si bien que les derniers corps ne purent être extraits que vers 22 heures.
Entretemps, les passagers indemnes et ceux des autres trains bloqués de part et d'autre du lieu de l'accident, transbordés à pied, avaient pu poursuivre leur voyage dans d'autres convois, jusqu'à ce qu'une voie unique provisoire rétablisse la continuité des circulations vers 21 heures
Le ministre des travaux publics, Louis Barthou, apprenant l'accident à la gare de Lyon alors qu'il s'apprêtait à partir pour Evian, gagna immédiatement la gare du Nord où il prit un train à 21 h 25 pour se rendre sur place et visiter les blessés.
Alors que les premières éditions de la presse avaient estimé le nombre des morts à neuf, une fois achevé le déblaiement, il put être définitivement fixé à cinq : le chef de gare et quatre voyageurs occupants de la tranche vers Cologne, dont les corps furent déposés dans la salle de l'école. Les blessés étaient au nombre d'une vingtaine, dont douze graves.
La liste des passagers victimes de l'accident était représentative de la clientèle d'un train international : avocat notable belge, couple de Suédois de retour de voyage de noces, commerçante suédoise venue se réapprovisionner à Paris, Italiens venant prendre les eaux à Spa, industriel français de l'électricité se rendant à une exposition à Francfort, etc.

## Suites

### Recherche des causes et des responsables
Conformément à la procédure habituelle, l'accident avait donné lieu à une double enquête conjointe, l'une judiciaire, l'autre administrative, la première par M. Gillard, substitut à Compiègne, pour blessures et homicides, la seconde par des ingénieurs du contrôle de l'État.
Le mécanicien du rapide fut d'emblée mis hors de cause, puisque le disque avancé de la gare d'Appilly était ouvert et lui avait bien donné voie libre. Les investigations des enquêteurs portèrent donc seulement sur le comportement des deux seules personnes susceptibles d'avoir fait fonctionner le signal : Mme Boissard, assurant en alternance avec son mari la double fonction de garde sémaphore du poste n° 68 du block-system et de garde barrière du passage à niveau contigu, et M. Boubay, chef de gare.
Si on envisagea un temps que la première ait pu avoir ouvert intempestivement le signal alors qu'une manœuvre avait lieu, l'analyse de ses opérations successives avant l'accident montra qu'elle avait respecté à la lettre les règlements régissant la signalisation.
La responsabilité exclusive de la collision fut donc imputée par le service du contrôle au seul chef de gare Boubay, qui, sans doute dans un « moment d'aberration », escomptant un retard du rapide, avait cru pouvoir, avant son passage, effectuer les manœuvres sans les couvrir, pour gagner du temps afin d'être à l'heure pour assurer à 14 heures 38 le service d'un train vers Paris. Ainsi, il avait doublement enfreint le règlement général des chefs de gare et chefs de station de la Compagnie du Nord en ordonnant une manœuvre sans la couvrir (violation de l'article 12), et, au surplus, en engageant les voies principales moins de cinq minutes avant l'heure de passage d'un train attendu (violation de l'article 11). Se rangeant aux conclusions du rapport de l'enquête administrative, le Parquet de Compiègne décida de clore la procédure pénale, le décès du responsable éteignant les poursuites.
L'extinction de l'action publique n'empêchait cependant pas les victimes d'intenter une action civile. Ainsi, appuyée par une lettre du roi Oscar II, la famille de la commerçante suédoise tuée dans l'accident obtint quelques mois plus tard du tribunal civil de la Seine la condamnation de la Compagnie du Nord à de fortes indemnités

### Réactions
Malgré la responsabilité incontestable du chef de gare, les circonstances dans lesquelles il avait commis sa faute suscitèrent un mouvement de compassion à son égard, qui s'étendit vite à tous les cheminots subissant comme lui les mêmes conditions de travail. À l'inverse, son employeur, la Compagnie du Nord, fit l'objet de nombreuses critiques, tant dans la presse qu'au sein des institutions publiques.

#### Compassion à l'égard du chef de gare
Les obsèques du chef de gare, célébrées dès le surlendemain de l'accident, en présence notamment du maire d'Appilly et du député-maire de Noyon Ernest Noël, avaient été empreintes d'une grande émotion, car il apparaissait que malgré son erreur fatale, M. Boubay, âgé de 62 ans, père de sept enfants, entré à la compagnie depuis plus de trente-cinq ans, en poste à la gare depuis 1882, était en réalité un cheminot dévoué et à tout point de vue modèle. On rappelait d'ailleurs que quelques mois auparavant, c'était son sang-froid qui avait permis d'éviter un grave accident. Aussi, sa tempérance notoire excluant d'emblée l'hypothèse d'un possible état d'ébriété, l'opinion publique imputa unanimement son comportement anormal à la fatigue due au surmenage.
On découvrit en effet qu'en tant qu'unique agent de la gare, dans laquelle il logeait avec sa famille, non seulement son service quotidien réglementaire de seize à dix-huit heures l'amenait à se déplacer sans cesse entre le bâtiment de la station et les garages des wagons de marchandises de la grande et de la petite vitesse, distants de plusieurs centaines de mètres, pour y assurer des fonctions multiples telles que distribution et collecte des billets, enregistrement, transport et chargement des bagages, gestion des arrêts et départs, réception des colis et marchandises, maniement de la signalisation et des aiguillages, télégraphie, direction des manœuvres, correspondance, comptabilité, etc. , mais encore sa présence permanente sur les lieux l'obligeait le reste du temps à une vigilance et une disponibilité constantes, si bien qu'en réalité, il travaillait vingt-quatre heures sur vingt-quatre.
La Compagnie du Nord tentait de minimiser la charge de travail supportée par son agent en faisant valoir d'abord qu'il ne s'était jamais plaint d'être surchargé, ensuite que l'ouverture récente de deux haltes voisines l'avait soulagé et enfin qu'il était au besoin aidé dans les manœuvres par des personnels des gares voisines, et pour la gestion des billets par sa fille (de douze ans), ce dernier concours étant d'ailleurs pris en compte sous forme de complément à son propre salaire. Toutefois cette défense fut considérée comme peu convaincante par la presse, le journal Le XIXe Siècle allant jusqu'à publier un article intitulé « Une compagnie qui ment », signé d'« un agent des chemins de fer », rectifiant au moyen d'arguments circonstanciés les affirmations de la Compagnie sur le service de son chef de gare.
On ne manqua d'ailleurs pas de rappeler que quelques mois plus tôt, alors que le malheureux employé avait comparu devant le tribunal correctionnel après la mort d'une femme écrasée en venant prendre livraison d'un wagon de pommes de terre, le 13 mars 1894, il avait été relaxé aux motifs  « que Boubay est l'unique agent de la Compagnie à la station d'Appilly et qu'en cette qualité il doit seul faire face aux multiples exigences de son service(...)Attendu qu'encore, bien qu'on puisse légitimement reprocher la Compagnie' de n'avoir qu'un personnel insuffisant, ce grief, loin d'aggraver les responsabilités pénales de Boubay, ne peut au contraire que les atténuer.». De même, on fit observer que depuis le drame, c'étaient désormais deux agents, un chef de gare intérimaire, assisté d'un homme d'équipe, qui remplaçaient le défunt.
Interrogé par le journal Le Figaro, le maire d'Appilly, M. Mory de Neuflieu, qui avait vainement tenté à plusieurs reprises d'adresser des lettres à la Compagnie pour demander un renfort de personnel, résumait bien la situation de Boubay en disant qu' « il avait, comme père de famille, des charges excessives, et comme chef de gare une tâche impossible à remplir ». Significatif du mouvement de sympathie qu'il avait suscité dans la presse, était par exemple l'article au ton bonhomme intitulé « Appilly », paru dans La Croix sous le pseudonyme de Pierre l'Ermite.
Devant le mouvement de compassion générale suscité par le sort de son agent, le conseil d'administration de la Compagnie ne put faire moins qu'annoncer publiquement des mesures en faveur de sa famille : sa veuve toucherait une indemnité de 10 000 francs et une pension de retraite de veuve de chef de gare. Son fils aîné, à son retour du service militaire, serait recruté et placé en poste à Chauny, près de sa mère.

#### Dénonciation du surmenage des cheminots
On constata vite que le cas de l'infortuné Boubay n'était pas isolé, et notamment que deux mois plus tôt, l'épuisement d'un chef de gare avait déjà causé une collision à Marck. Ces accidents, venant s'ajouter à beaucoup d'autres sur l'ensemble des réseaux, révélaient en réalité la volonté des compagnies de chemins de fer d'affecter des effectifs insuffisants à toutes les tâches matérielles de l'exploitation.
La réprobation publique s'étendit donc à leur politique systématique d'économies, accusée d'imposer aux personnels des charges de travail excessives, en créant de graves risques d'accident. Elle s'exprima d'abord dans la presse.
Ainsi, à une lettre du secrétaire général de la Compagnie sous-évaluant le service de son agent pour insister sur la faute qu'il avait commise le journal Le Matin répondait : « la Compagnie est muette sur la plus importante de nos critiques; elle ne se défend pas du grief de concentrer toute sa méthode d'économie sur le personnel inférieur, afin de renforcer outre mesure l'état-major. Or, c'est la sécurité publique qui souffre de cette méthode, car ce ne sont pas les puissants agents de l'administration centrale qui manœuvrent les disques, les aiguilles et les « coucous»».
De même, Le XIXe siècle, mettant en cause les garanties d'intérêts prévues par les concessions, affirma que « Mises en demeure de réduire leurs frais d'exploitation, les compagnies ne songèrent pas un instant à diminuer le dividende des actionnaires : elles diminuèrent le nombre des agents, du service actif principalement », avec la complicité de l'État.
Même le quotidien La Croix, qui affirmait que « deux violations du repos dominical, sans l'excuse de l'urgence, ont concouru à la catastrophe » et « que l'accident d'Appilly est dû à la profanation systématique du dimanche », ajouta à son anathème religieux une critique sociale dénonçant la politique des Compagnies, plus soucieuses du profit des actionnaires que « du bien-être, du salut et de la vie du personnel », appuyée d'un texte virulent d'Edouard Drumont dénonçant « la cupidité des grandes compagnies », publié avec ce commentaire : «Eh bien ! voici d'autres voix sociales qui parce que vous n'écoutez pas Dieu demanderont plus que le dimanche et un peu de salaire».
Dans Le Journal, un éditorial enflammé de Séverine se félicitant que « l' ensemble des journaux, toutes divergences mises à part, marche d'accord et d'aplomb », demanda que soient traduits aux Assises les dirigeants de la Compagnie.
Les critiques de la presse trouvèrent vite un écho au plus haut niveau des organes de l'État.
Ainsi, une semaine après l'accident, le ministre Louis Barthou fit une communication au conseil des ministres, annonçant que les inspecteurs du contrôle allaient enquêter sur la « situation du personnel dans les différentes compagnies de chemins de fer et particulièrement sur la ligne du Nord, en vue de rechercher instamment si ce personnel est partout en nombre suffisant et s'il n'y a pas surmenage d'un certain nombre d'agents, comme cela a déjà été surabondamment prouvé pour l'infortuné chef de gare d'Appilly ». Au vu des résultats de l'enquête, il adressa aux inspecteurs généraux le 6 novembre 1894 une circulaire sur la surveillance des heures de service des chefs de gare et la prévention du surmenage des personnels, notamment ceux chargés des manœuvres, qui constitua par la suite la référence en la matière.
En outre, s'efforçant d'apaiser les tensions, le ministre, après avoir reçu une délégation du Syndicat des chauffeurs et mécaniciens des chemins de fer demandant la Légion d'honneur pour le mécanicien Debord, lui attribua cette distinction par décret du 16 novembre 1894, pour « le sang-froid et le courage exceptionnel dont il a fait preuve lors de l'accident d'Appilly ». À défaut de décoration honorifique, le chauffeur Cordonnier figura dans la rubrique Le portrait du jour en une du journal La Presse.
La question du surmenage des cheminots fut surtout abordée longuement à la Chambre des députés. En effet, après que les députés Camille Bazille, Camille Pelletan et Louis Lacombe eurent, à la suite de l'accident, annoncé leur intention d'interpeller le gouvernement « sur les causes de la catastrophe d'Appilly », une délégation de la Fédération des employés de chemin de fer avait été reçue au Palais-Bourbon pour y sensibiliser les députés au problème du surmenage, et on mandata finalement André Castelin pour déposer une interpellation sur la question générale du « contrôle de l'exploitation des chemins de fer », car comme le déclarait Camille Pelletan à propos de l'accident d'Appilly, il était « inouï que sur une ligne de cette importance, un seul employé ait pu rester chargé de l'administration sans que le contrôle ait signalé au gouvernement une situation aussi dangereuse pour la vie même de tous les citoyens ».
Lors des débats, on rappela qu'alors que les réseaux s'étaient développés et que le nombre de leurs employés de bureaux progressait de 29%, l'effectif des agents chargés des tâches matérielles d'exploitation avait diminué de 32% et qu'il en résultait un surmenage du personnel chargé de l'exécution du travail, en citant de nombreux exemples d'abus des compagnies.
Le ministre Louis Barthou confirma que « dans plus de cent stations il est acquis que les chefs de station n'avaient pas un repos suffisant », admettant que « sur l'ensemble du réseau français, (...) il y avait incontestablement certains abus qu'il importait de réprimer et d'empêcher de se renouveler ».
Certains parlementaires auraient souhaité une loi accroissant l'encadrement des compagnies par l'État, mais après que le ministre eut annoncé de nouvelles directives données au service du contrôle, en affirmant que la surveillance pouvait être améliorée par voie réglementaire, la discussion de l'interpellation fut close par le vote d'un ordre du jour ainsi libellé: « La Chambre, approuvant les mesures prises par le ministre des travaux publics et comptant sur la fermeté du Gouvernement pour défendre les droits et les intérêts de l'Etat ainsi que les intérêts des ouvriers et employés de chemins de fer, passe à l'ordre du jour ». La formule relative aux personnels, non proposée initialement, avait été insérée à la demande insistante de la gauche.

#### Attaques contre la Compagnie du Nord
Ouvertement agressives, ou plus insidieuses, les attaques dirigées contre la Compagnie des Chemins de fer du Nord avaient créé autour de son fonctionnement un climat général de suspicion.
Outre la surcharge de travail de son personnel, deux reproches lui furent adressés après l'accident.
- Les carences des secours

Alors que la collision avait eu lieu à 14 heures 15, les derniers corps ne furent extraits que vers 22 heures. En effet, l'ingénieur dirigeant les opérations de secours refusa de faire découper immédiatement les voitures entassées pour en dégager les dernières victimes restant coincées, mais préféra d'abord tenter de déplacer les épaves à l'aide de câbles. Or, selon certains témoins, ce choix, sur lequel le cadre de la Compagnie ne serait revenu qu'après injonction des magistrats arrivés sur les lieux, était dicté par le souci de préserver le matériel, même au détriment de la vie humaine, et aurait alourdi le bilan puisqu'au moins trois blessés avaient succombé alors qu'ils auraient pu être sauvés.
Pour justifier la méthode employée, la Compagnie adressa à divers journaux le rapport d'intervention de son ingénieur indiquant d'une part qu'il avait fait vérifier que les victimes demeurées prisonnières des débris étaient déjà mortes, et d'autre part que son choix avait pour seul but de préserver la sécurité des sauveteurs intervenant dans un amoncellement de carcasses très instable. Si La Presse, jugeant ces explications pertinentes, fustigea les « racontars vraiment inqualifiables » qu'elles démentaient, Le Figaro se borna à qualifier leurs détails de « navrants », alors que Le Petit journal, estimant que les failles de l'organisation des secours avaient révélé « l'insuffisance des moyens dont disposait la Compagnie du Nord », saisit l'occasion pour les comparer avec ceux des chemins de fer américains.
- Insuffisance du système de freinage

Selon le témoignage du mécanicien Desbord, confirmé par le chauffeur Cordonnier, il avait bien déclenché la procédure d'arrêt d'urgence du convoi dès qu'il avait aperçu l'obstacle, mais au moment du choc le dispositif de freinage avait à peine commencé à agir.
On imputa ce retard de fonctionnement au mécanisme de freinage adopté près de dix ans plus tôt par la compagnie pour se conformer aux directives gouvernementales imposant de remplacer les freins manuels par des « freins continus et si possible automatiques ». En effet, parmi la multitude des nouvelles techniques disponibles à l'époque, le Nord avait été le seul en France à choisir le système Smith-Hardy de frein dit à vide direct, déclenchant le serrage des sabots de tous les wagons par création depuis la machine d'un vide d'air dans une conduite générale restant normalement à l'atmosphère.
Évoquant ce choix en 1890, un technicien estimait qu'il n'avait cessé de donner au Nord de « merveilleux résultats », et concluait même : « on se demande si ce n'était pas, si ce n'est pas, et si ce ne sera pas toujours la solution la plus simple, la plus pratique et la plus économique de la question ».
Toutefois, le procédé, s'il avait l'avantage de la simplicité, présentait au moins deux inconvénients. D'une part il n'atteignait sa pleine efficacité qu'après écoulement d'un temps, variable selon la longueur du convoi, nécessaire à la propagation de la dépression jusqu'au dernier véhicule. D'autre part, les freins étaient inopérants en cas de rupture de la conduite ou d'arrêt du dispositif extracteur.
On fit donc observer que le frein dit automatique, fonctionnant selon le principe inverse d'une conduite normalement sous pression mise à l'atmosphère pour le freinage, adopté par la majorité des autres compagnies de chemin de fer, aurait permis de réduire l'ampleur de la catastrophe, à la fois en gagnant quelques secondes sur le temps de réaction du système et en évitant le télescopage des voitures. Cette opinion, d'abord émise dans la presse, fut longuement développée à la Chambre, présentée par le député Noël, puis reprise à son compte par Louis Berthou, qui annonça à cette occasion avoir adressé le 6 novembre une injonction à la Compagnie de changer son mode de freinage, avec calendrier impératif et détails sur les listes de matériels concernés.
Le Conseil d'administration pris acte de cette nouvelle obligation, source de dépenses importantes qui affectèrent les résultats financiers de la Compagnie l'année suivante.